# Wilhelm Jacob van Bebber
Wilhelm Jacob van Bebber (1841–1909) est un météorologiste prussien qui a contribué à la création des services météorologiques à destination du public et publié plus de 200 ouvrages scientifiques. Il fut membre du conseil d'administration de la Société météorologique allemande et à partir de 1887 membre de l'Académie allemande des sciences Leopoldina. Il avait été décoré de la croix de l'Aigle rouge et de l'ordre de la Couronne de 4e classe.

## Biographie
Van Bebber est né à Grieth près de Kalkar dans une famille modeste. Ses parents Franz et Christina van Bebber tenaient un débit de boisson et il était le dernier de leurs douze enfants. Malgré la mort prématurée de son père en 1853, Wilhelm van Bebber poursuit son cursus d'études secondaires au lycée d'Emmerich am Rhein jusqu'en 1864, parcourant chaque jour les huit kilomètres entre Grieth et Emmerich à pied à l'aller et au retour.
Van Bebber fréquente ensuite les universités de Münster et de Bonn où il étudie les mathématiques et les sciences naturelles. Il réussit en 1868 son premier examen d’État pour l'enseignement secondaire. Après une année de probation au lycée de Clèves, il entame sa carrière dès 1869 au collège de Kaiserslautern. En même temps, il prépare son doctorat qu'il obtient en 1871, et à partir de 1875, il est recteur du collège de Weißenburg, en Bavière.
En 1877, Van Bebber est nommé à l'Institut impérial d'observation marine (Reichsinstitut Deutsche Seewarte) de Hambourg et en prend la direction du département de météorologie côtière. Il y est nommé professeur en 1890. 
En 1907, il démissionne pour raisons de santé. Il est décédé à Hambourg à 68 ans, deux ans après son départ en retraite.

## Apports scientifiques

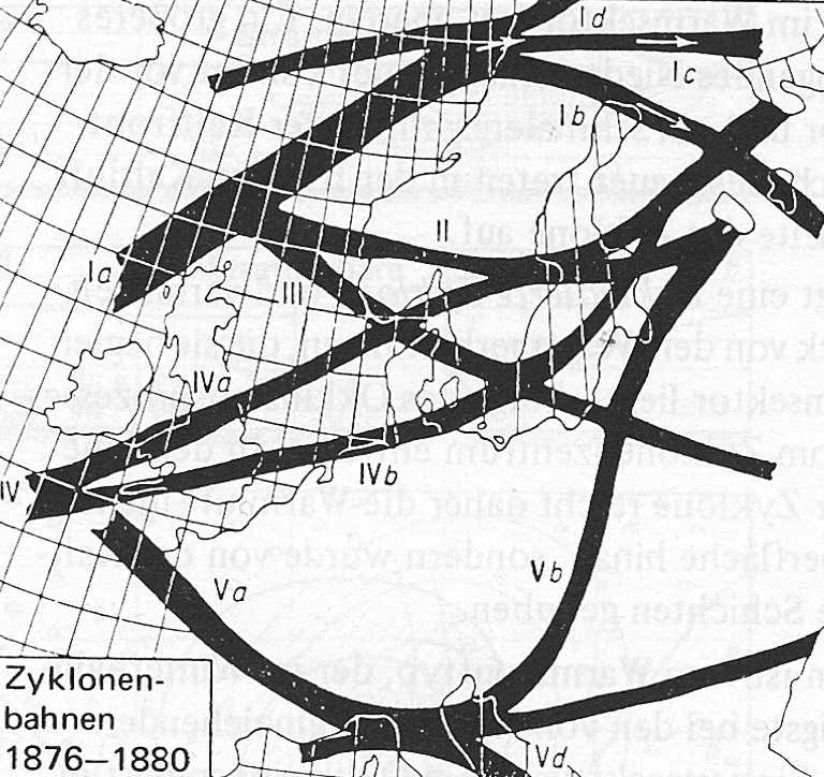
Carte des trajectoires principales des dépressions en Europe établie par Van Bebber.

Dans sa thèse, en 1871, il a rapproché la série d'hivers rigoureux en Europe entre 1826 et 1871 et la période très douce qui a dominé en Amérique à la même époque, essayant de bâtir la démonstration que l'homme ne peut pas changer le climat dans sa globalité. À l'observatoire maritime, il a écrit un des premiers manuels de météorologie, établi les premières cartes météorologiques et les premiers bulletins de prévisions météorologiques allemands où figuraient notamment les avis de tempête. Il a ainsi posé dès 1906 les bases d'un service météorologique à la disposition du public.
Pour améliorer les prévisions météorologiques et la prévention des risques, van Bebber a examiné la récurrence des trajectoires des dépressions en Europe et a numéroté ces parcours à l'aide de chiffres romains de {\displaystyle Ia} à {\displaystyle VIb}, qui sont encore parfois utilisés aujourd'hui. L'itinéraire {\displaystyle Vb} est particulièrement connu en raison des catastrophes météorologiques qui lui sont associées, notamment des inondations massives du Danube et de l'Oder (voir dépression du golfe de Gênes). 
Le parcours dépressionnaire {\displaystyle IVb} est lui aussi assez connu en météorologie actuellement, mais sous un nom différent : il s'agit du déplacement d'un forte dépression le long des côtes de la mer du Nord et de la Baltique. Les autres parcours identifiés par Van Bebber sont un peu moins porteurs de précipitations et relativement rares, si bien que c'est surtout le parcours {\displaystyle Vb} qui est resté célèbre sous le nom que lui avait attribué van Bebber.